# Korrakot Wiriyaudomsiri
Korrakot Wiriyaudomsiri (en tailandés: กรกช วิริยอุดมศิริ, Buriram, Tailandia, 19 de enero de 1988) es un exfutbolista de Tailandia que jugaba en la posición de lateral izquierdo y conocido por ser un especialista en los tiros libres.

## Carrera

### Club
| Periodo   | Club                       | Apariciones | Goles |
| --------- | -------------------------- | ----------- | ----- |
| 2010      | TTM FC                     | 15          | 0     |
| 2011      | Songkhla United            | 27          | 2     |
| 2012–2013 | BEC Tero Sasana            | 19          | 0     |
| 2012      | → Songkhla United (cedido) | 6           | 0     |
| 2013      | → Bangkok Glass (cedido)   | 25          | 1     |
| 2014-2016 | Chonburi FC                | 74          | 3     |
| 2016-2021 | Buriram United             | 81          | 6     |
| 2021–2022 | Chiangmai United           | 24          | 0     |

### Selección nacional
Debutó con Tailandia el 10 de octubre de 2013 en un partido amistoso ante Baréin. Fue convocado para jugar la Copa Suzuki AFF 2018, donde anotó su primer gol con la selección nacional en la victoria por 4-2 ante Indonesia en Bangkok de tiro libre, el cual terminaría siendo su único gol internacional.
Jugó en 13 ocasiones con la selección hasta su retiro en la Copa Asiática 2019.

## Logros
- Thai League 1 (2): 2017, 2018
- Thailand Champions Cup (1): 2019